# بنیسیو برایانت
بنیسیو «بنی» برایانت (انگلیسی: Benicio Bryant در سال ۲۰۱۹، ۱۴ سال سن داشت.) خواننده و نوازنده گیتار اهل مپل ولی، واشینگتن، ایالات متحده آمریکا است. در سال ۲۰۱۷, او به خاطر ویدئوهای یوتیوبش به به برنامه وُیس کیدز آلمان دعوت شد. او تنها آمریکایی در مسابقه بود و مقام دوم را به دست آورد.
او زمانی که در مسابقه تلویزیونی واقع‌نما امریکاز گات تلنت، فصل چهاردهم، شرکت کرد؛ مورد توجه در سطح ملی در آمریکا قرار گرفت. صدای او به خاطر قابلیت اجرای نت‌های بالا و ویبراتوهای قدرتمند مورد توجه داوران قرارگرفت. او تا مرحله نیمه‌نهایی صعود کرده‌است. در مرحله نیمه نهایی نیز با اجرای ترانه‌ای ساختهٔ خودش به مرحله نهایی این مسابقه رسید.